# Ago (zatoka)
Ago (jap. 英虞湾 Ago-wan) – zatoka w Japonii, w południowo-wschodniej części wyspy Honsiu, w prefekturze Mie, otwarta na Ocean Spokojny. 
Zatoka Ago jest znana jako miejsce ulokowania pierwszej na świecie fermy hodowli pereł morskich w 1889 roku. Twórcą tej fermy był japoński naukowiec i przedsiębiorca Kōkichi Mikimoto. W zatoce tej do dziś hoduje się perły. Nad zatoką leży miasto Shima.
W zatoce znajduje się 60 wysp różnej wielkości. Trzy z nich są zamieszkane: Kashiko, Masaki, Yokoyama.